# Dècada del 540
La dècada del 540 va des de l'1 de gener de 540 fins al 31 de desembre de 549.

## Esdeveniments
- Els ostrogots dominen Roma
- Gran epidèmia de pesta a Europa
- Guerra entre els francs i els visigots
- Ildibad succeeix a Vitiges com a rei dels ostrogots, i instal·la al seu nebot Tòtila com a comandant de l'exèrcit gòtic. Reconquista Venècia i Ligúria al nord d'Itàlia.[1]

## Personatges destacats
- Belisari, fou el general més destacat de l'Imperi Romà d'Orient en l'antiguitat tardana.[2]
- Cassiodor
- Justinià I
- Teodora (muller de Justinià I)
- Tòtila